# Río de Jaén
Río de Jaén är ett vattendrag i Spanien.   Det ligger i provinsen Provincia de Jaén och regionen Andalusien, i den södra delen av landet, 290 km söder om huvudstaden Madrid.